# Last Summer (Fast Boy e Moby)
Last Summer è un singolo del duo musicale tedesco Fast Boy e del musicista statunitense Moby, in collaborazione con la cantante britannica Sophie and the Giants, pubblicato il 18 ottobre 2024.

## Video musicale
Il video musicale, diretto da Jeisson Martin e Rosa Gehlich, è stato pubblicato il 25 ottobre 2024 attraverso il canale YouTube del duo musicale.

## Tracce
Testi e musiche di Darren Patrick Flynn, Dominic Lyttle, Felix Hain, Harlee Jayne Sudworth, Lucas Hain, Olivia Sebastianelli, Richard Hall e Sophie Louise Scott.
1. Last Summer (feat. Sophie and the Giants) – 2:42

## Formazione
- Fast Boy – voce, produzione
- Moby – voce
- Sophie and the Giants – voce aggiuntiva, voci di sottofondo
- Dominic Lyttle – basso, batteria, programmazione, sintetizzatore, tastiere, produzione, missaggio
- Felix Hain – basso, batteria, programmazione, sintetizzatore, tastiere, voci di sottofondo
- Jordan Schultz – masterizzazione
- Lucas Hain – basso, batteria, programmazione, sintetizzatore, tastiere, voce, voci di sottofondo